# Weberův lokalizační trojúhelník
Weberův lokalizační trojúhelník je snaha najít místo s nejmenšími náklady – optimální místo, nebere v úvahu poptávku ani konkurenci.
Lokalizační trojúhelník vytvořil německý ekonom Alfred Weber (1868–1958) na počátku 20. století. Využil k tomu již dostupné poznatky svých předchůdců, jejichž syntézou se pokusil vysvětlit nerovnoměrné prostorové rozložení průmyslových aktivit. Předpokládal dokonalou konkurenci na trhu - lokalizační chování podnikatelů není ovlivněno tržní cenou a podnik dosáhne zisku pouze minimalizací výrobních nákladů (hlavní motiv modelu). Za hlavní faktory ovlivňující lokalizaci průmyslového závodu totiž považoval dopravní náklady, náklady na pracovní sílu a aglomerační efekty – mezi nimi viděl Weber jako prioritní první z nich a právě dopravní náklady (přesněji určení jejich minimalizace) se staly významnou součástí všech lokalizačních teorií.
Webberův lokalizační trojúhelník se skládá ze :
- D – místo lokalizace provozu
- T – místo trhu, spotřeby
- S1, S2 – místa zdrojů surovin,

Kde D je uprostřed trojúhelníku; T je ve vrcholu C trojúhelníku; S1,S2 je ve vrcholech A a B trojúhelníku.

## Lokalizační teorie
Snaha o minimalizaci nákladů, rovněž důraz na přepravní náklady. Doplnil náklady na pracovní sílu a aglomerační výhody. Rozlišil různé druhy přepravovaných materiálů (materiálový index = množství vstupních surovin připadajících na 1 tunu výrobku). Lokalizační faktory jsou všeobecné (všechna odvětví) a speciální (jen pro určitá odvětví). Všeobecné faktory rozdělil na regionální (vztah mezi ekonomickým subjektem a geografickým prostředím) a aglomerační (vzájemné působení ekonomických subjektů). 

### Předpoklady A. Webera
- Zdroje surovin jsou rozmístěny nerovnoměrně
- Daný je i trh a ten se redukuje na jediný bod
- Zdroje pracovních sil jsou rozmístěny nerovnoměrně, jsou nepohyblivé a v daném místě jsou k dispozici v neomezeném množství,a to za mzdu jejíž výše je různá a je daná
- Ceny na trhu jsou dané a veškerá výroba se prodá
- Neuvazují se opatření státu, klima, inovační aktivity.

## Závěry A. Webera
Všechny regionální faktory lze zahrnout buďto do dopravních nákladů nebo nákladů na pracovní sílu nebo mezi ostatní faktory nepůsobící regionálně ale jako aglomerační – případně neaglomerační. Podle toho rozlišuje orientaci firmy na dopravu, na pracovní síly anebo na výhody aglomerace. Lokalizace z hlediska dopravních nákladů je závislá na používaných surovinách. Přitom některé je možno čerpat prakticky všude – všudypřítomné suroviny, některé jsou dostupné jen v omezené míře – lokalizované suroviny. Weber proto vytváří „materiálový index průmyslu“ jako poměr lokalizovaných surovin k váze produkce. V indexu jsou zahrnuty nikoli všechny potřebné suroviny ale jen ty, které je nutno dopravovat. Celková váha přepravovaných surovin a hotových výrobků se nazývá „lokalizační váha“. Podle lokalizační váhy se usuzuje na orientaci průmyslu na suroviny – umístěn u zdrojů surovin, je-li lokalizační váha vysoká, a orientace na odběratele – je-li váha surovin nízká. Materiálový index průmyslu je tedy rozhodující podmínkou pro určení lokality s nejnižšími dopravními náklady. Jeho velikost je určena stupněm váhových ztrát lokalizovaných surovin a rozsahem spotřeby všudypřítomných surovin – zvýšení. 